# Episodi di Power Rangers Beast Morphers (prima stagione)
La prima stagione della serie televisiva Power Rangers Beast Morphers va in onda negli Stati Uniti dal 2 marzo 2019 su Nickelodeon.
In Italia i primi cinque episodi sono stati trasmessi in anteprima su Boing dal 26 agosto 2019; la trasmissione regolare è iniziata il 7 ottobre 2019.
| nº | Titolo originale        | Titolo italiano                     | Prima TV USA      | Prima TV Italia  |
| -- | ----------------------- | ----------------------------------- | ----------------- | ---------------- |
| 1  | Beasts Unleashed        | Energia e potere                    | 2 marzo 2019      | 26 agosto 2019   |
| 2  | Evox's Revenge          | La vendetta di Evox                 | 9 marzo 2019      | 27 agosto 2019   |
| 3  | End of the Road         | La fine della strada                | 16 marzo 2019     | 28 agosto 2019   |
| 4  | Digital Deception       | Trappola digitale                   | 30 marzo 2019     | 29 agosto 2019   |
| 5  | Taking Care of Business | I doveri di un Ranger               | 6 aprile 2019     | 30 agosto 2019   |
| 6  | Hangar Heist            | Attacco all'hangar                  | 13 aprile 2019    | 14 ottobre 2019  |
| 7  | A Friend Indeed         | Memorie rubate                      | 20 aprile 2019    | 15 ottobre 2019  |
| 8  | The Cybergate Opens     | Una trasformazione inaspettata      | 27 aprile 2019    | 16 ottobre 2019  |
| 9  | Silver Sacrifice        | L'importanza della famiglia         | 14 settembre 2019 | 17 ottobre 2019  |
| 10 | Thrills and Drills      | Sorpresa sotterranea                | 21 settembre 2019 | 18 ottobre 2019  |
| 11 | Tools of the Betrayed   | Gli strumenti dell'inganno          | 28 settembre 2019 | 21 ottobre 2019  |
| 12 | Real Steel              | Cose da umani                       | 5 ottobre 2019    | 2 dicembre 2019  |
| 13 | Tuba Triumph            | Tuba e karate                       | 12 ottobre 2019   | 3 dicembre 2019  |
| 14 | Sound and Fury          | Il ricatto                          | 26 ottobre 2019   | 4 dicembre 2019  |
| 15 | Seeing Red              | Furia rossa                         | 2 novembre 2019   | 5 dicembre 2019  |
| 16 | Gorilla Art             | L'arte del gorilla                  | 9 novembre 2019   | 6 dicembre 2019  |
| 17 | Ranger Reveal           | La rivelazione                      | 16 novembre 2019  | 9 dicembre 2019  |
| 18 | Rewriting History       | Problemi di memoria                 | 23 novembre 2019  | 10 dicembre 2019 |
| 19 | Target Tower            | Torre sotto attacco                 | 30 novembre 2019  | 11 dicembre 2019 |
| 20 | Evox Upgraded           | Una battaglia nella Cyberdimensione | 7 dicembre 2019   | 12 dicembre 2019 |
| 21 | Hypontic Halloween      | Un Halloween ipnotico               | 19 ottobre 2019   | 13 dicembre 2019 |
| 22 | Scrozzle's Revenge      | La vendetta di Scrozzle             | 14 dicembre 2019  | 16 dicembre 2019 |